# Celestron
Celestrón (рус. Селестро́н) — компания, производящая телескопы, бинокуляры, микроскопы и аксессуары для своей продукции.

## История
Компания Celestron была основана в начале 1960-х годов Томом Джонсоном. Известность пришла вместе с первым телескопом системы Шмидта — Кассегрена — 8-дюймовым «С8», разработанным непосредственно Джонсоном. Его модели дали сильный толчок развитию любительской астрономии и образовательных сообществ. Celestron была куплена компанией Tasco в 1997 году и почти ушла с рынка из-за кризиса в Tasco в 2001 году.
В начале 2003 года их конкурент — Meade — попытался перекупить Celestron, но отдел по банкротству разрешил продать компанию своему прежнему владельцу. Компания была американской, пока в апреле 2005 года не была куплена SW Technology Corporation, находящейся в Делавэре, и являющейся дочерней компанией китайской Synta Technology Corporation. Synta — лидирующий производитель астрономического оборудования, являющегося копиями оригинальных продуктов таких компаний, как Celestron и Vixen.

## Продукция
Celestron была первой компанией, производившей коммерческие телескопы с большой апертурой. Инструменты с фирменной матовой оранжевой трубой (в 1980 году цвет сменился на глянцевый чёрный, а в 2006 году — обратно на полуматовый оранжевый) и вилочной экваториальной монтировкой стали очень популярными апертурными, но компактными телескопами.
Другая продукция Celestron (на 2012 год) включает в себя:
- 127—356 мм Шмидт — Кассегрены, для части моделей которых доступна система GoTo (известная как «SkyAlign»), с двойной вилочной монтировкой (позволяющей переключать как в экваториальный, так и в альт-азимутальный режим) или на экваториальной монтировке немецкого типа.
- 40-150 мм рефракторы.
- 76-250 мм рефлекторы Ньютона.
- 150—300 мм телескопы Добсона (серия «Starhopper»). Перестали выпускать под маркой Celestron, сейчас производятся на том же заводе под маркой GSO.
- 90 и 130-мм телескопы системы Максутова — Кассегрена — модели C90 и C130.
- SkyScout

Как и другие производители, Celestron предлагает компьютеризированную систему наведения, а также, полностью автоматическое наведение и слежение за любым объектом (технология, обычно называемая «GoTo»). Большинство компьютеризированных моделей имеют возможность подключения монтировки к компьютеру с помощью кабеля RS-232, позволяя, тем самым, управлять ею посредством сторонней астрономической программы. Также, есть возможность подключения GPS-приёмника, что даёт возможность получить более точные координаты телескопа для более точного ведения объекта.